# Mai 1978

## Événements
- Rupture du pacte « Lib-Lab » au Royaume-Uni.

- 4 mai : Bataille de Cassinga (en) : raid sud-africains sur Cassinga en Angola en soutien à l’UNITA.

- 7 mai (Formule 1) : Grand Prix automobile de Monaco.

- 9 mai : découverte du corps d'Aldo Moro en Italie. Découverte du corps de Peppino Impastato en Italie la même nuit.

- 17 mai : libération des prix industriels en France.

- 19 mai : 
  - Intervention française au Zaire avec le largage du 2e REP (Régiment étranger de parachutistes) sur la ville de Kolwezi pour porter secours aux populations civiles menacées par des rebelles hostiles au président Mobutu, qui avaient pris la ville six jours auparavant (le 13 mai). Les troupes françaises sont rejointes par un détachement de parachutistes belges qui arrivent le lendemain à l'aéroport de Kolwezi.
  - Manifeste de l’épiscopat sur « le mal zaïrois ».

- 20 mai : Chiang Ching-kuo, fils de Tchang Kaï-chek, au pouvoir à Taïwan (fin en 1988).

- 21 mai (Formule 1) : Grand Prix automobile de Belgique.

- 28 mai : Élection présidentielle de la Haute-Volta de 1978 (en)  : Aboubacar Sangoulé Lamizana est élu président de la république en Haute-Volta.

## Naissances
- 3 mai : 
  - Manuel Lima, designer de l'information, auteur, conférencier et chercheur portugais.
  - Réda Dalil, journaliste, écrivain marocain († 19 mars 2024).
- 4 mai : Nouman Ali Khan, prédicateur pakistano-américain.
- 6 mai : Afshin, chanteur iranien.
- 8 mai : Melissa Carlton, nageuse handisport australienne.
- 11 mai : Laetitia Casta, mannequin et actrice française.
- 12 mai : Alex Ebert, chanteur américain des groupes Ima Robot et Edward Sharpe and the Magnetic Zeros.
- 13 mai : 
  - Éric Moussambani, nageur olympique de Guinée équatoriale aux JO de Sydney.
  - Félicien Taris, producteur audiovisuel, chanteur français et ancien participant de Loft Story 2.
- 21 mai : Firsat Sofi, homme politique kurde irakien († 18 novembre 2020).
- 23 mai : Scott Raynor, ancien batteur du groupe américain Blink-182.
- 24 mai :
  - Rose, chanteuse française (Keren Meloul de son vrai nom).
  - Alket Rizai, criminel albanais.
- 26 mai : 
  - Benji Gregory, acteur américain († 13 juin 2024).
  - Karen Couéry, joueuse française de rink hockey.
- 28 mai : Sylvie Tellier, Miss France 2002 et femme d'affaires française.
- 29 mai : 
  - Howlin' Pelle Almqvist, chanteur suédois du groupe The Hives.
  - Sébastien Grosjean, joueur de tennis français.

- 30 mai : Jérôme COMBE, lanceur du pilou-pilou 2008

## Décès
- 9 mai :
  - Georges Maciunas, artiste fondateur du mouvement fluxus.
  - Aldo Moro, homme politique italien, président de la démocratie chrétienne.
- 23 mai : François Vibert, acteur de théâtre et de cinéma français (° 7 septembre 1891).